# Gunn City (Misuri)
Gunn City es una villa ubicada en el condado de Cass en el estado estadounidense de Misuri. En el Censo de 2010 tenía una población de 118 habitantes y una densidad poblacional de 562,47 personas por km².

## Geografía
Gunn City se encuentra ubicada en las coordenadas 38°39′58″N 94°9′50″O / 38.66611, -94.16389. Según la Oficina del Censo de los Estados Unidos, Gunn City tiene una superficie total de 0.21 km², de la cual 0.21 km² corresponden a tierra firme y (0%) 0 km² es agua.

## Demografía
Según el censo de 2010, había 118 personas residiendo en Gunn City. La densidad de población era de 562,47 hab./km². De los 118 habitantes, Gunn City estaba compuesto por el 89.83% blancos, el 0.85% eran afroamericanos, el 0% eran amerindios, el 0% eran asiáticos, el 0.85% eran isleños del Pacífico, el 0% eran de otras razas y el 8.47% pertenecían a dos o más razas. Del total de la población el 0.85% eran hispanos o latinos de cualquier raza.